# ويليام غرينوف
ويليام ب. غرينوف الثالث (بالإنجليزية: William B. Greenough III)‏ ـ (ولد في بروفيدنس بولاية رود آيلاند في 3 يناير 1932) هو طبيب أمريكي، يعمل أستاذًا للطب بمدرسة طب جامعة جونز هوبكنز، وهو خبير دولي في الأمراض المعدية، تخصص في علاج الأمراض الإسهالية كالكوليرا في البلدان النامية.
تقاسم غرينوف جائزة الملك فيصل العالمية في الطب سنة 1404 هـ/1984م مع كل من جون فوردتران ومايكل فيلد، وكان حصوله على الجائزة «تقديراً لأعماله المميَّزة في مكافحة أمراض الإسهال».